# How I'm Feeling
How I'm Feeling è il primo album in studio del cantante statunitense Lauv, pubblicato il 6 marzo 2020.

## Promozione
Al fine di promuovere l'album, il cantante è stato impegnato con il How I'm Feeling Tour, con concerti a partire dal 5 ottobre 2019.

## Tracce
1. Drugs & the Internet – 2:58 (Ari Leff, Michael Pollack, Michael Matosic, Jonathan Bellion, Jonathan Simpson)
2. Fuck, I'm Lonely (feat. Anne-Marie) – 3:18 (Ari Leff, Michael Pollack, Michael Matosic)
3. Lonely Eyes – 3:16 (Ari Leff, Michael Pollack, Michael Matosic, Nick Long, Stefan Johnson, Jordan K. Johnson, Marcus Lomax)
4. Sims – 2:35 (Ari Leff, Michael Pollack, Michael Matosic, Brandon Lowry, Jonathan Simpson)
5. Believed – 2:49 (Ari Leff, Michael Pollack, Michael Matosic, Jonathan Simpson)
6. Billy – 3:00 (Ari Leff, Stefan Johnson, Jonathan Simpson)
7. Feelings – 3:09 (Ari Leff, Michael Pollack, Andrea Rosario, Jonathan Simpson)
8. Canada (feat. Alessia Cara) – 3:04 (Ari Leff, Alessia Caracciolo, Marshall Kenneth Vore, Phoebe Bridgers, Jonathan Simpson)
9. For Now – 3:09 (Ari Leff, Michael Pollack, Michael Matosic, Anthony Rossomando)
10. Mean It (con i LANY) – 3:52 (Ari Leff, Michael Pollack, Michael Matosic, Paul Klein, John Hill, Jordan Palmer)
11. Tell My Mama – 2:46 (Ari Leff, Caroline Furoyen, Stefan Johnson, Jonathan Simpson,  Marcus Lomax)
12. Sweatpants – 3:16 (Ari Leff, Jonathan Simpson)
13. Who (feat. BTS) – 3:00 (Ari Leff, Zaylee Kelman, Daniel Seavey, Corbyn Besson, Jonah Marais, Dallas Koelke)
14. I'm So Tired... (con Troye Sivan) – 2:42 (Ari Leff, Michael Pollack, Troye Sivan Mellet, Brett McLaughlin, Oscar Görres)
15. El tejano (feat. Sofía Reyes) – 3:11 (Ari Leff, Michael Pollack, Charlie Guerrero, Shari Shorte, Sofía Reyes, Ross Golan, Johan Carlsson)
16. Tattoos Together – 3:06 (Ari Leff, Michael Pollack, Jacob Kasher Hindlin, Ammar Malik)
17. Changes – 2:40 (Ari Leff, Michael Pollack, Michael Matosic)
18. Sad Forever – 3:23 (Ari Leff, Michael Pollack, Jacob Torrey, Dallas Koelke)
19. Invisible Things – 3:17 (Ari Leff, Michael Pollack, Stefan Johnson, Jonathan Simpson)
20. Julia – 3:38 (Ari Leff, Michael Pollack, Stefan Johnson, Jonathan Simpson, Marcus Lomax)
21. Modern Loneliness – 4:12 (Ari Leff, Michael Pollack, Michael Matosic, Jonathan Simpson, Mike Elizondo)

## Classifiche

### Classifiche settimanali
| Classifica (2019-20) | Posizione massima |
| -------------------- | ----------------- |
| Australia            | 5                 |
| Austria              | 10                |
| Belgio (Fiandre)     | 8                 |
| Belgio (Vallonia)    | 75                |
| Canada               | 11                |
| Danimarca            | 22                |
| Estonia              | 3                 |
| Finlandia            | 44                |
| Francia              | 83                |
| Germania             | 27                |
| Irlanda              | 11                |
| Italia               | 82                |
| Lettonia             | 5                 |
| Lituania             | 4                 |
| Norvegia             | 29                |
| Nuova Zelanda        | 6                 |
| Paesi Bassi          | 13                |
| Portogallo           | 31                |
| Regno Unito          | 9                 |
| Spagna               | 39                |
| Stati Uniti          | 16                |
| Svezia               | 58                |
| Svizzera             | 21                |

### Classifiche di fine anno
| Classifica (2020) | Posizione |
| ----------------- | --------- |
| Australia         | 64        |
| Belgio (Fiandre)  | 59        |
| Danimarca         | 97        |
| Nuova Zelanda     | 42        |
| Paesi Bassi       | 96        |